# تشارلز نيكولاس
تشارلز نيكولاس (بالإنجليزية: Charles Nicholas)‏ هو فنان قصص مصورة أمريكي، ولد في 6 ديسمبر 1921، وتوفي في 21 يونيو 1985.